# Korwety projektu 621
Korwety typu Gawron (projektu 621) – planowana seria korwet wielozadaniowych dla Marynarki Wojennej RP zaprojektowanych według koncepcji MEKO A-100 z niemieckiej stoczni Blohm und Voss w Hamburgu. Zamierzano wyprodukować 7 jednostek tego typu, wykonawcą wszystkich okrętów miała być Stocznia Marynarki Wojennej w Gdyni.

## Historia projektu
Umowę na budowę 7 korwet wielozadaniowych projektu 621, podpisano 27 listopada 2001 roku. Zdecydowano się skorzystać z gotowego projektu niemieckich okrętów typu MEKO A-100, w związku z tym wykupiono na nie licencję. Stępkę położono następnego dnia, 28 listopada 2001. Jednak w związku z ograniczeniem programu typoszeregu Gawron przez Ministerstwo Obrony Narodowej do jedynie jednej jednostki w grudniu 2002, oraz znaczącym ograniczeniem finansowania budowy okrętu prototypowego, budowa pierwszego okrętu z serii napotkała trudności finansowe. Budowa okrętu nie mogła więc przebiegać w sposób terminowy. 26 czerwca 2003 roku podpisano aneks do pierwotnej umowy z 2001 roku, w którym zrezygnowano z opcji na kolejnych sześć okrętów, przez co zamówienie ograniczało się tylko i wyłącznie do jednej jednostki. Brak  postępów w budowie z powodu niewystarczającego finansowania spowodował, iż w lutym 2012 Prezes Rady Ministrów podjął decyzję o zamknięciu programu korwet Gawron w całości i sprzedaży nieukończonego prototypu. W tym samym roku podjęto jednak decyzje o budowie na bazie kadłuba okrętu jednostki patrolowej o ograniczonych możliwościach bojowych. Jednostkę prototypową zwodowano jako już okręt patrolowy w 2015, oznaczoną projektem 621M. Okręt nazwano ORP "Ślązak". Nazwa „Gawron” pozostała nazwą programu budowy korwet wielozadaniowych dla MW RP.

## Korweta patrolowa projektu 621M

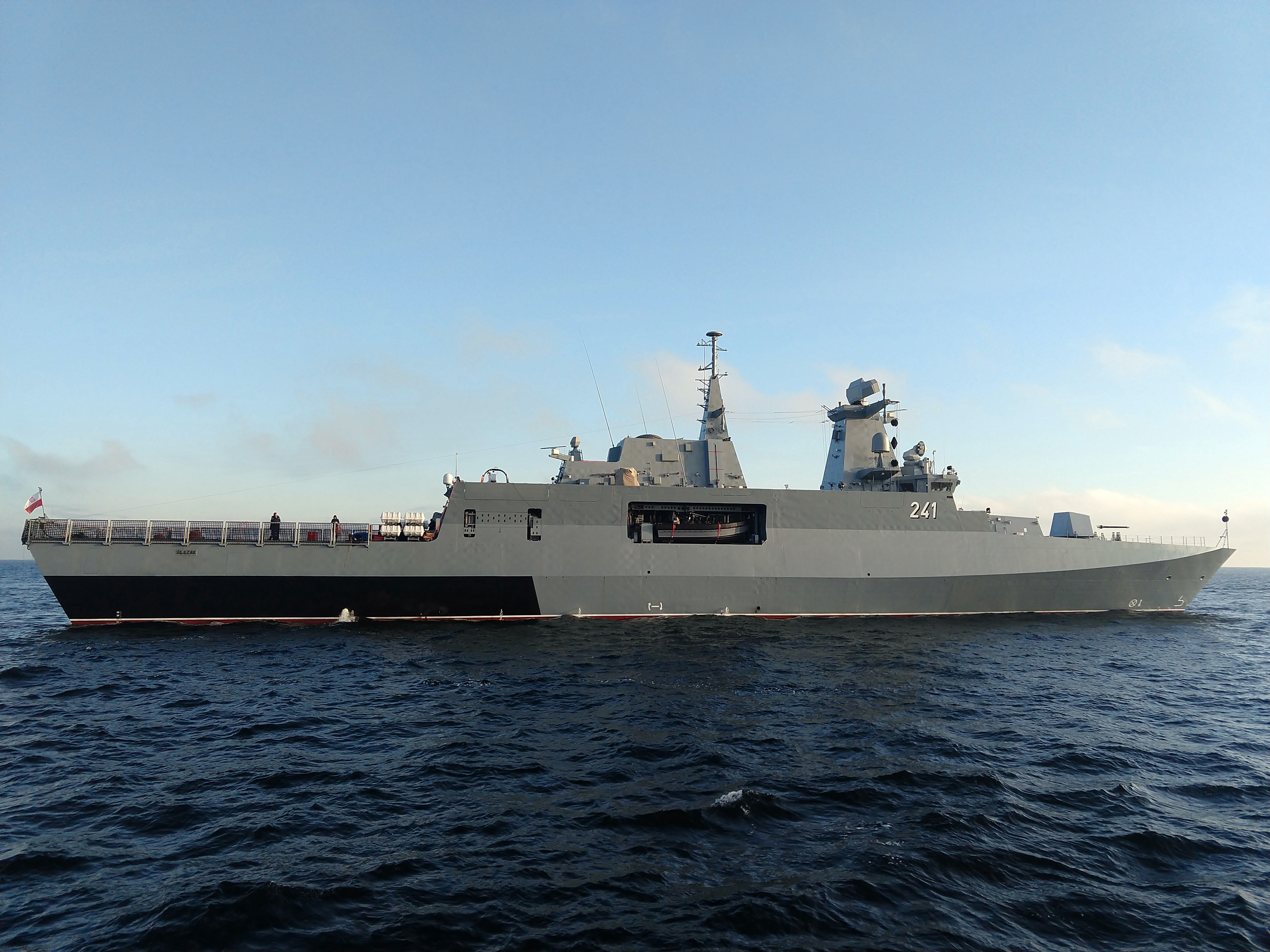
Korweta patrolowa proj. 621M ORP „Ślązak”

W związku z tym iż w 2012 roku podjęto decyzję o przebudowie niedokończonej korwety proj. 621 na jednostkę patrolową, do projektu wprowadzono szereg zmian. Projekt okrętu oznaczono 621M. Zmiany obejmowały między innymi wykonanie miejsca na burcie pod dwie łodzie: jedną abordażową i jedną roboczą. Uroczyste wodowanie i chrzest okrętu odbyło się 2 lipca 2015 roku w Stoczni Marynarki Wojennej w Gdyni. Planowano, że Ślązak zostanie przekazany odbiorcy do listopada 2016, jednak w 2016 roku ogłoszono kilkunastomiesięczne opóźnienie w jego budowie. W tym samym roku zamontowano główne uzbrojenie na Ślązaku, zaś w 2017 radary i dwa działa Marlin-WS. W styczniu 2018 zawieszono prace nad budową jednostki, zaś w marcu 2018 okręt został przejęty z rąk syndyka upadłej już stoczni MW przez Inspektorat Uzbrojenia w celu dokończenia budowy w nowo utworzonej Stoczni Wojennej należącej do Polskiej Grupy Zbrojeniowej. W czerwcu 2018 podpisano umowę pomiędzy Inspektoratem Uzbrojenia a konsorcjum Polskiej Grupy Zbrojeniowej i PGZ Stoczni Wojennej na dokończenie budowy Ślązaka, przeprowadzenie prób okrętu i zdawczo-odbiorczych.
8 listopada 2019 PGZ SA i PGZ Stocznia Wojenna, po zakończeniu pomyślnie wszystkich testów oraz prób stoczniowych i morskich, przekazały korwetę "Ślązak" Marynarce Wojennej, a 28 listopada 2019 podniesiono na niej banderę wojenną jako korwecie patrolowej ORP Ślązak.
Korweta wyposażona jest w:
- system zarządzania walką TACTICOS
- radar SMART-S Mk2 3D
- system kierowania ogniem STING-EO Mk2
- sonar nawigacyjno-ostrzegający L3 ELAC Nautic Vanguard
- głowicę optoelektroniczną Thales Mirador
- system IFF
- taktyczny system nawigacji lotniczej TACAN
- radary nawigacyjne